# Корона Стефана II Неманича

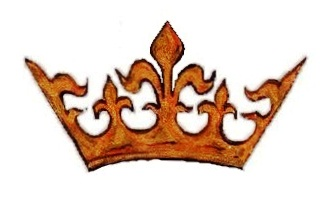
Зображення корони Стефана Неманича на гербі Котроманичів

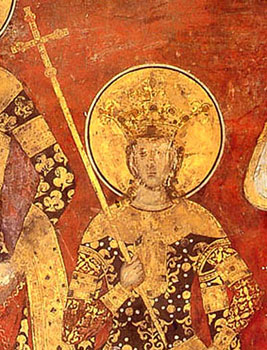
Коронований Стефан Урош V (його батько Стефан Душан був коронований царем, Стефан Урош став королем)

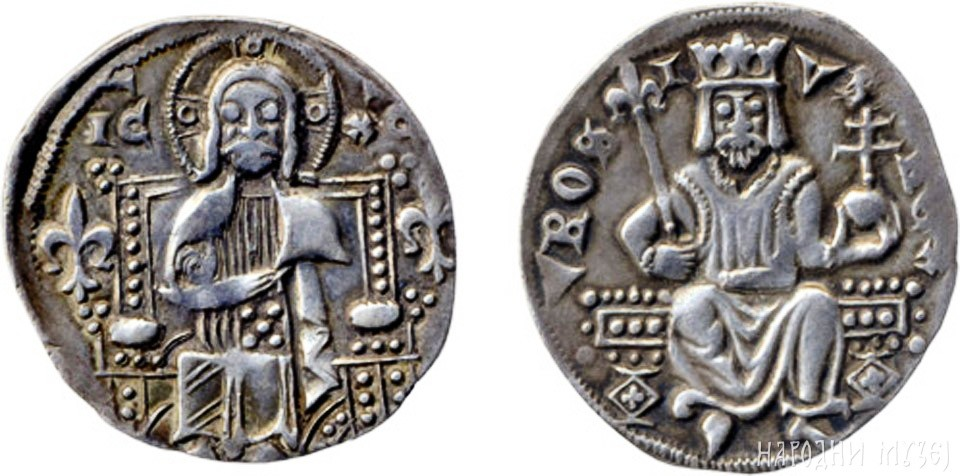
Королівська корона на динарах Стефана Уроша II Милутина

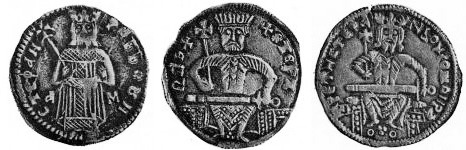
Королівська корона на динарах Стефана Драгутина, Стефана Душана і Стефана Уроша III Дечанського

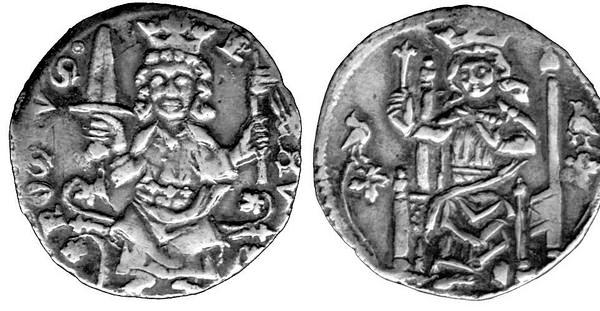
Корона на монетах Стефана Уроша II Милутина (1282-1321)

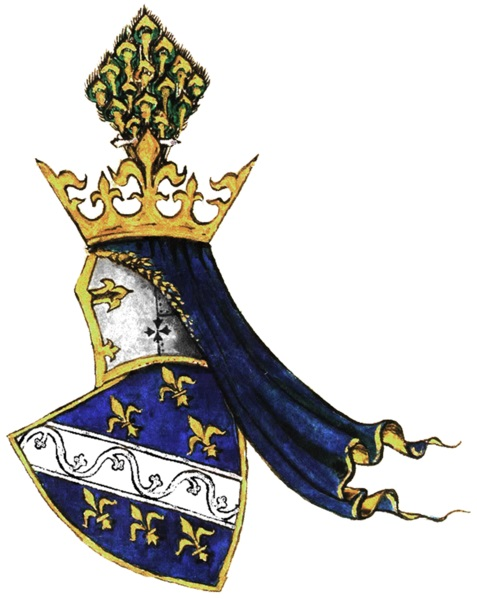
Герб Котроманичів з короною з лілій

Корона Стефана Першовінчаного (серб. Круна Стефана Првовенчаног) — згідно з легендою, корона, якою був коронований сербський король Стефан II Неманич. За переказами, у 1201 році Стефан звернувся до папи римського Інокентія III з проханням про визнання його королем і відправлення корони. Тільки в 1217 році папа Гонорій III і погодився виконати це прохання і передав корону, якою Стефан і коронувався. За переказами, вона використовувалася для коронації всіх наступних сербських королів, але не царів (царі Стефан Урош IV Душан і Стефан Урош V використовували іншу корону). На основі зображень з монет і фресок можна зробити висновок, що корона складалася з вінка з лілій.
Проте достатніх доказів факту передачі подібної корони Стефану II з Риму в 1217 році не представлено істориками, оскільки офіційно коронувався Стефан тільки в 1222 році в монастирі Жіча за православним обрядом Савою Сербським. Розглядалися теорії про те, що королівська корона прийшла до Стефана з Візантії і що саме зі схвалення візантійців Стефан був коронований. Однак ніяких згадок про королівську корону, надіслану Стефану II звідки-небудь, не зустрічається в сербських літописах. Оскільки Сербія досить сильно контактувала із Візантією, то візантійський вплив на культуру Сербії посилювалося, і тому корона перестала з'являтися на фресках. Поява корони фіксується і на гербі Котроманичів, які додали її після визнання Боснії королівством і коронації Твртко I.

## Короновані королі
| Зображення | Правитель                  | Династія    | Дата коронації                                                              |
| ---------- | -------------------------- | ----------- | --------------------------------------------------------------------------- |
|            | Стефан II Неманич          | Неманичі    | 1217 рік                                                                    |
|            | Стефан Радослав            | Неманичі    | 1228 рік                                                                    |
|            | Стефан Владислав І         | Неманичі    | 1234 рік                                                                    |
|            | Стефан Урош I              | Неманичі    | 1243 рік                                                                    |
|            | Стефан Драгутин            | Неманичі    | 1276 рік                                                                    |
|            | Стефан Урош II Милутин     | Неманичі    | 1282 рік                                                                    |
|            | Стефан Константин          | Неманичі    | 1321 рік                                                                    |
|            | Стефан Урош III Дечанський | Неманичі    | 1322 рік                                                                    |
|            | Стефан Урош IV Душан       | Неманичі    | 1331 рік (король), 1346 рік (цар; співправитель з сином, Стефаном Урошем V) |
|            | Стефан Урош V              | Неманичі    | 1346 рік (співправитель батька, Стефана Уроша IV Душана)                    |
|            | Вукашин Мрнявчевич         | Мрнявчевичі | 1365 рік (співправитель Стефана Уроша V)                                    |
|            | Марко Кралевич             | Мрнявчевичі | 1371 рік (спадкоємець Стефана Уроша V як король та сербський цар)           |
|            | Твртко I                   | Котроманичі | 1377 рік (як король Сербії та король Боснії)                                |
|            | Степан Дабиша              | Котроманичі | 1391 рік                                                                    |
|            | Олена Груба                | Котроманичі | 1395 рік                                                                    |
|            | Степан Остоя               | Котроманичі | 1398 рік                                                                    |
|            | Твртко II                  | Котроманичі | 1408 рік                                                                    |
|            | Степан Остоїч              | Котроманичі | 1418 рік                                                                    |
|            | Степан Томаш               | Котроманичі | 1443 рік                                                                    |
|            | Степан Томашевич           | Котроманичі | 1461 рік                                                                    |